# Kurbat Iwanow
Kurbat Afanassjewitsch Iwanow († 1666), russisch Курбат Афанасьевич Иванов, war ein Tobolsker Kosake, Entdecker und Kartograph. Er entdeckte 1643 mit seinem Kosakentrupp den Baikalsee und kartographierte als erster das Lenaufer, den Baikalsee und die Küste des Ochotskischen Meeres.